# 瞳水晶 (アルバム)
『瞳水晶』（ひとみすいしょう）は遊佐未森のデビューアルバム。1988年4月1日発売。EPIC/SONY RECORDSから発売された。規格品番は32・8H-5009（廃盤）。
同時発売された遊佐未森の同名のデビュー・シングル『瞳水晶』とともに、レコード（28・3H-5009）とカセットテープ（28・6H-5009）でも発売された。
以降は遊佐未森の楽曲が収録されたレコードは一般発売はされていない。なおカセットテープは『空耳の丘』でも発売されている。
1991年9月21日にCDが再発売されたが（ESCB-1215）、こちらも廃盤となっている。
2006年12月13日にSony Music Directから、『瞳水晶』から『momoism』までのEPIC/SONY時代の初期作品5枚（『空耳の丘』を除く）が、リマスター盤として一挙に再発売された。リマスター盤の品番はMHCL-884。

## 概要
キャッチコピーは「あきない、たいくつ」。
サウンドプロデュースは、成田忍が担当。遊佐のアルバムでは、成田のプロデュースはこのデビューアルバム1枚のみであるが、その後も成田は楽曲を提供するなどして協力していた。
以降のアルバムでは、遊佐のメジャーデビュー前から関わりのあった外間隆史がサウンドプロデュースを担当することになるが、外間は本アルバムでも楽曲を多数提供している。

デビューアルバムから工藤順子が歌詞を提供し、工藤は遊佐のデビューアルバムの作詞担当を引き受けることで、プロの作詞家として本格的な活動を開始することとなった。工藤は以降のアルバムにおいても遊佐に多数の作品を提供している。

## 収録曲
全編曲：成田忍
1. 瞳水晶
  - 作詞・作曲：外間隆史
2. Happy Shoes
  - 作詞・作曲：外間隆史
3. Destination
  - 作詞：工藤順子　作曲：成田忍
4. 花ざんげ
  - 作詞・作曲：太田裕美
  - 「瞳水晶」のカップリング曲。
5. 桜
  - 作詞：工藤順子　作曲：近藤由紀夫
6. 水夢
  - 作詞・作曲：外間隆史
7. 花一杯君を待つ
  - 作詞：工藤順子　作曲：成田忍
8. ステイション
  - 作詞：杉林恭雄　作曲：Q
9. 月姫
  - 作詞：工藤順子　作曲：松尾清憲
10. カナリヤ
  - 作詞・作曲：外間隆史

## 参加ミュージシャン
- 成田忍：ギター、シンセサイザー
- 沖山優司：ベース
- 寺谷誠一：ドラム
- 八尋知洋：パーカッション
- 鶴来正基：ピアノ
- 清水一登：クラリネット
- 小久保隆：コンピューター&シンセサイザープログラミング
- 遊佐未森：ボーカル、コーラス、マリンバ